# 예산 석곡리 미륵불
석곡리미륵불(石谷里彌勒佛)은 대한민국 충청남도 예산군 고덕면 석곡리에 있는 미륵불이다. 1984년 5월 17일 충청남도의 문화재자료 제185호로 지정되었다.

## 개요
충청남도 예산군 덕산면 석곡리 절터에서 나온 이 보살입상은 함께 발견된 3층석탑과 같이 마을 회관에 보존되어 있다. 불상은 탑의 맞은 편에 세워져 있으며 아랫부분이 땅에 묻혀 있다.
정수리 부분이 평평하고 귀는 긴 편이나 어깨에 닿지는 않는다. 목에는 3줄로 새겨진 삼도(三道)가 있는데 뚜렷하지 않다. 왼손은 가슴 앞까지 들어 손가락을 펴고 있는 모습이고, 양 어깨를 감싼 채 길게 입은 옷은 발까지 내려져 있다.
전하는 이야기에 의하면 약 300년 전에 지금의 마을회관 동쪽 150m되는 지점에 절이 있었는데 난리 중에 불에 타 버렸다고 한다.

## 참고 문헌
- 석곡리미륵불 - 국가유산청 국가유산포털